# Panna cotta

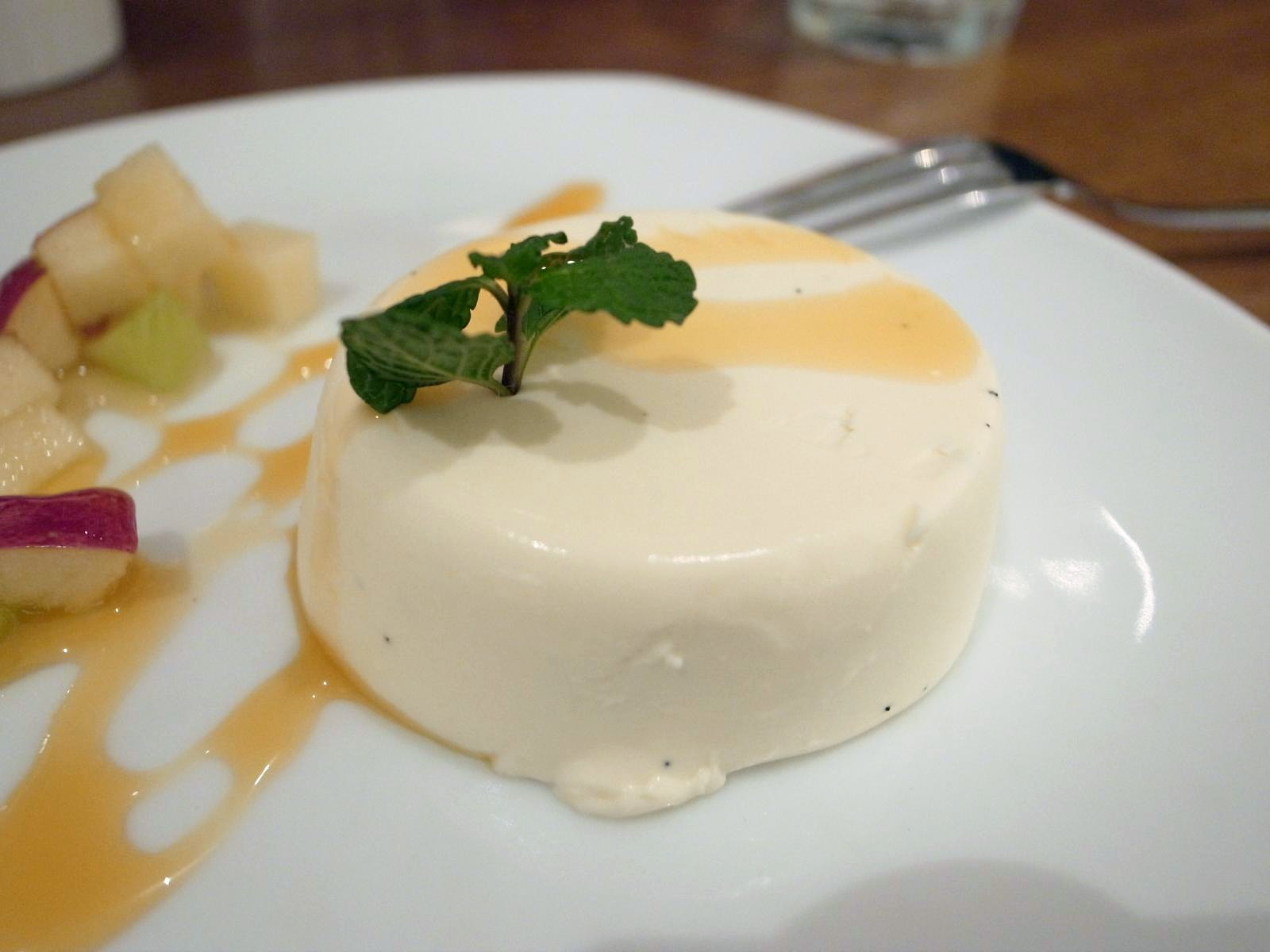
Panna cotta servita con crema e guarnita di frutta fresca

La panna cotta è un dolce al cucchiaio della cucina italiana.
Si prepara unendo panna e zucchero, insaporendoli con i semi di una bacca di vaniglia e aggiungendo della colla di pesce per far rassodare il tutto una volta posto in frigorifero. L'alimento viene tipicamente insaporito con salsa ai frutti di bosco, composte di frutta, caramello o cioccolato. Nonostante la sua consistenza gelatinosa, non può essere considerata un vero e proprio budino in quanto è priva di uova.

## Storia
Benché si presupponga che risalga agli inizi del Novecento, la panna cotta è erede di antiche preparazioni ottenute dalla lavorazione del latte e il formaggio ed è citata da Giacomo Leopardi, mentre si trovava a Bologna nel 1827: dichiarò che la panna cotta «consiste in fior di latte o panna, gelatina non salata e zucchero a piacere».  In alternativa alla colla di pesce alcune ricette utilizzano come addensante l'albume d'uovo. Il dolce è rivendicato dal Piemonte; secondo un teoria, venne ideata da una donna di origini ungheresi che viveva nelle Langhe. Sarà però negli anni sessanta che la ricetta verrà elaborata com'è oggi conosciuta da Ettore Songia, cuoco di un ristorante di Cuneo.
Secondo alcune fonti che un dolce molto somigliante alla panna cotta conosciuto come moos hwit venne già descritto dall'autore danese Henrik Harpestræng, morto nel 1244. Il dolce vanta anche una certa notorietà in Giappone, dove è considerata un "cibo alla moda".